# Blasieholmsleden
59°19′38″N 18°04′35″Ø / 59.32722°N 18.07639°Ø
Blasieholmsleden var en planlagt sekssporet motorvej i Stockholms innerstad, der skulle forbinde Stadsgården via Blasieholmen med Strandvägen. Planen blev inkluderet i Cityplanen fra 1967, men blev aldrig implementeret.
Allerede i Cityplanen fra 1962 var der et forslag om at bygge den såkaldte Blasieholmsleden ("Blasieholmsleddet"), som var en del af et større net af motorveje i Stockholms innerstad. I City 67 blev der præsenteret to alternative forslag til trafikføringen i den østlige del af byen. Fra Skeppsbron skulle hovedfærdselsåren Norrström (ifølge begge trafikmuligheder) passere gennem en tunnel, der kom op til overfladen omtrent ved Nationalmuseets nordlige hjørne. I trafikmulighed A fortsatte en sekssporet motorvej på en dobbeltbro direkte over Nybroviken, hvor den på højden af Skeppargatan blev forbundet med Strandvägen. I trafikmulighed B blev vejen ført rundt om hele den indre del af Nybroviken og forbundet med Strandvägen syd for Dramaten. Ifølge begge muligheder skulle Strömbron rives ned. Sagen blev behandlet i Nedre Norrmalmskomitéen, som godkendte løsningsforslag A, dvs. broforslaget.
Blasieholmsleden var en del af femte fase i gennemførelsen af Norrmalms totalfornyelse og skulle realiseres i midten af 1970'erne. Fase 3, 4 og 5 blev dog aldrig til noget. Med den såkaldte Elmestrid i Kungsträdgården i 1971 kulminerede protesterne mod byens moderniseringspolitik, dette kombineret med færre økonomiske ressourcer førte til en afmatning i opførelsen af nye bykvarterer og motorveje. I Cityplanen fra 1977 blev der ikke tilføjet flere hovedfærdselsårer i Stockholms City ud over dem, der allerede var bygget. Man antog, at privatbilismen nu engang måtte "tilpasse sig de eksisterende gaders lavere kapacitet".